# Felt
I Felt sono stati un gruppo musicale britannico di genere indie pop, attivo dal 1979 al 1989.

## Storia
Il gruppo viene fondato da Lawrence Hayward, enigmatico cantautore con la passione per i Television. Il nome del gruppo deriva dall'omonima parola pronunciata enfaticamente nel brano Venus dell'album Marquee Moon..
Dopo un primo singolo autoprodotto del 1979, Lawrence raccoglie attorno a sé alcuni musicisti tra i quali Gary Ainge e Maurice Deebank per la pubblicazione del suo primo EP, Crumbling the Antiseptic Beauty.
Nel 1985 entra il tastierista Martin Duffy, che diventerà membro dei Primal Scream.
Il quarto disco Ignite the Seven Cannons del 1985 viene prodotto da Robin Guthrie dei Cocteau Twins. Deebank non è soddisfatto del risultato dell'album ed abbandona.
Nel 1989, dopo 10 anni, 10 album e 10 singoli Lawrence annuncia lo scioglimento del gruppo. Fonda in seguito i Denim e successivamente i Go Kart Mozart.

## Componenti
- Lawrence (cantante, autore)
- Gary Ainge (batteria)
- Maurice Deebank (chitarra) (fino al 1985)
- Martin Duffy (tastiere)
- Marco Thomas (chitarrista)
- Mick Lloyd
- Nick Gilbert

## Discografia

### Album in studio
- Crumbling the Antiseptic Beauty (Cherry Red, 1981)
- The Strange Idols Pattern and Other Short Stories (Cherry Red, 1984)
- The Splendour of Fear (Cherry Red, 1984)
- Ignite the Seven Cannons (Cherry Red, 1985)
- Let the Snakes Crinkle Their Heads to Death (Creation Records, 1986)
- Forever Breathes the Lonely Word (Creation Records, 1986)
- Poem of the River (Creation Records, 1987)
- The Pictorial Jackson Review (Creation Records, 1988)
- Train Above the City (Creation Records, 1988)
- Me and a Monkey on the Moon (Cherry Red, 1989)